# Palmeira do Piauí
Palmeira do Piauí là một đô thị thuộc bang Piauí, Brasil. Đô thị này có diện tích 2021,228 km², dân số năm 2007 là 5018 người, mật độ 2,48 người/km².